# Cercomacra melanaria
A Cercomacra melanaria a madarak osztályának verébalakúak (Passeriformes) rendjébe és a hangyászmadárfélék (Thamnophilidae) családjába tartozó faj.

## Rendszerezése
A fajt Édouard Ménétries francia zoológus írta le 1835-ben, a Formicivora nembe Formicivora melanaria néven.

## Előfordulása
Bolívia, Brazília és Paraguay területén honos. A természetes élőhelye a szubtrópusi vagy trópusi síkvidéki esőerdők, lombhullató erdők és szavannák. Állandó, nem vonuló faj.

## Megjelenése
Testhossza 16–16,5 centiméter, testtömege 18,5–19,5 gramm. A nemek különböznek.
|  |

## Életmódja
Rovarokkal és pókokkal táplálkozik.

## Külső hivatkozás
- Képek az interneten a fajról
- Xeno-canto.org - a faj hangja és elterjedési területe